# Tick Tick Boom
Tick Tick Boom är en låt av det svenska rockbandet The Hives. Den släpptes som förstasingel från The Black and White Album i augusti 2007. Innan dess hade bandet spelat den live i ett år.
B-sida: Waits To Long, I Can't Give It To You och Hell No!